# Petrovietnam
Petrovietnam é uma companhia petrolífera estatal do Vietnã.

## História
A companhia foi estabelecida em 1977, em Hanoi.

## Subsidiarias
- Petrovietnam Exploration Production Corporation (PVEP)
- Petrovietnam Gas Corporation (PV Gas)
  - Vietnam Steel Gas Pipeline Joint-Stock Corporation (PV Pipe)[2]
- Petrovietnam Oil Corporation (PV Oil)
- Petrovietnam Power Corporation (PV Power)
- Binh Son Refinery Ltd. (BSR)
- Petec Trading and Investment Corporation